# Койшибаев, Камысбай
Камысбай Койшибаев (1883, аул Шарыкты, Каркаралинский уезд, Семипалатинская область, Степное генерал-губернаторство, Российская империя — 1959, Каркаралинский район, Карагандинская область, Казахская ССР) — скотник колхоза «Булак-адыр» Кувского района Карагандинской области, Казахская ССР. Герой Социалистического Труда (1949).

## Биография
Родился в 1883 году в крестьянской семье в ауле Шарыкты (ныне — Каркаралинский район Карагандинской области).
С раннего возраста трудился в сельском хозяйстве. После Октябрьской революции ушёл добровольцем в Красную Армию.
С 1920 года — рабочий на мясокомбинате в Семипалатинске, с 1924 года — забойщик на руднике в Майкаине.
С 1938 года трудился скотником в сельскохозяйственной артели «Булак-адыр», позднее преобразованной в одноимённый колхоз (в последующем — колхоз имени Ленина) Кувского района. За выдающиеся трудовые достижения по итогам работы в 1947 году награждён Орденом Трудового Красного Знамени.
В 1948 году, обслуживая стадо в 107 голов крупного скота, получил среднесуточный привес в среднем по 1000 грамм на каждую голову живым весом до 500 килограмм. Указом Президиума Верховного Совета СССР от 12 июля 1949 года удостоен звания Героя Социалистического Труда за «получение высокой продуктивности животноводства в 1948 году» с вручением ордена Ленина и золотой медали «Серп и Молот» (№ 4143).
С 1956 года — на пенсии.
Умер в 1959 году.
Награды
- Герой Социалистического Труда
- Орден Ленина
- Орден Трудового Красного Знамени (15.09.1948)